# Primul născut (Star Trek: Generația următoare)
„Primul născut” (titlu original: „Firstborn”) este al 21-lea episod din al șaptelea sezon (și ultimul) al serialului TV american științifico-fantastic Star Trek: Generația următoare și al 173-lea episod în total. A avut premiera la 25 aprilie 1994.
Episodul a fost regizat de Jonathan West după un scenariu de René Echevarria bazat pe o poveste de Mark Kalbfeld.  Invitat special este James Sloyan în rolul lui K'mtar. 

## Prezentare
Worf încearcă să-l convingă pe fiul său Alexander să-i îmbrățișeze moștenirea de războinic.

## Actori ocazionali
- James Sloyan - K'mtar/Future Alexander
- Brian Bonsall - Alexander Rozhenko
- Gwynyth Walsh - B'Etor
- Barbara March - Lursa
- Joel Swetow - Yog
- Colin Mitchell - Gorta
- Armin Shimerman - Quark
- Michael Danek - Kahless cel de neuitat
- John Kenton Shull - Molor
- Rickey D'Shon Collins - Eric Burton